# أورفيل شيل
أورفيل شيل (بالإنجليزية: Orville Schell)‏ هو صحفي أمريكي، ولد في 20 مايو 1940 في نيويورك في الولايات المتحدة.

## وصلات خارجية
- أورفيل شيل على موقع إن إن دي بي (الإنجليزية)